# Славне (Синельниківський район)
Сла́вне — село в Україні, в Синельниківському районі Дніпропетровської області. Входить до складу Межівської селищної громади. Населення становить 334 особи. До 2017 орган місцевого самоврядування — Межівська селищна рада.

## Географія
Село Славне примикає до села Веселе, розташоване на відстані 1 км від села Українка. Поруч проходить автомобільний шлях територіального значення Т 0428.

## Історія
- 1904 — дата заснування.
- 12 червня 2020 року, відповідно до розпорядження Кабінету Міністрів України № 709-р від «Про визначення адміністративних центрів та затвердження територій територіальних громад Дніпропетровської області», увійшло до складу Межівської селищної громади[3].
- 19 липня 2020 року, в результаті адміністративно-територіальної реформи і ліквідації Межівського району, село увійшло до складу новоутвореного Синельниківського району[4].

## Населення

### Мова
Розподіл населення за рідною мовою за даними перепису 2001 року:
| Мова       | Кількість | Відсоток |
| ---------- | --------- | -------- |
| українська | 329       | 98.5%    |
| російська  | 5         | 1.5%     |
| Усього     | 334       | 100%     |

## Пам'ятки
Біля села знаходиться ботанічна пам'ятка природи місцевого значення Зразкова лісосмуга.

## Відомі люди
- Пізняк Юрій Олексійович (1963—2014) — сільськогосподарський діяч, волонтер, учасник російсько-української війни.